# Signatur (Kunst)

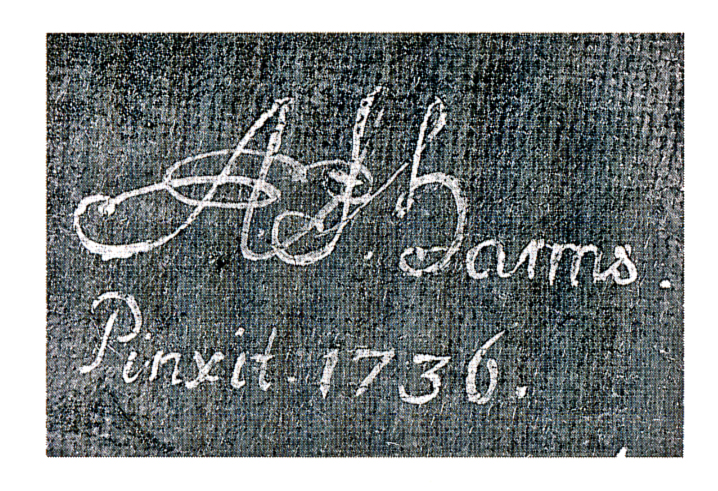
Ligierte Signatur auf einem Gemälde des 18. Jahrhunderts

Die Signatur ist die Namensunterschrift oder das Künstlerzeichen und damit die Urheberangabe eines Künstlers auf seinem Werk. Die Signatur wird nach Abschluss der Arbeit aufgesetzt. Es gibt sie voll ausgeschrieben, gekürzt oder ligiert. Eine ligierte Signatur ist ineinander verschlungen (auch Monogramm) oder wird als Bildmonogramm durch Zeichen und Symbole gebildet. Die Signatur wird mitunter durch eine Jahreszahl ergänzt oder auch mit erläuternden Zusätzen wie pinxit („hat es gemalt“) oder fecit („hat es gemacht“) aufgetragen.

## Monogramm, Bildmonogramm, „Sprechendes Monogramm“

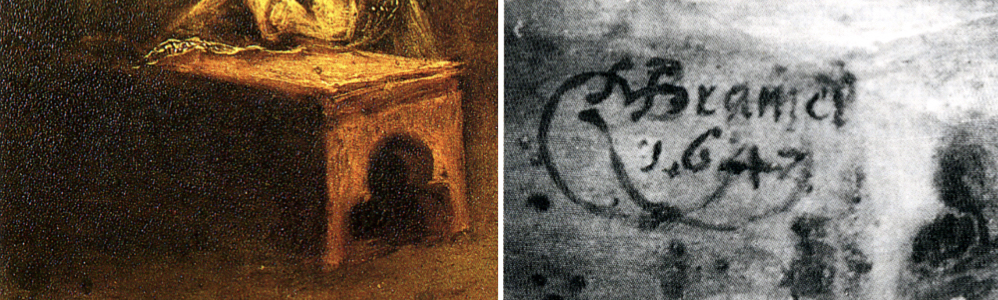
Mit Hilfe der Infrarotfotografie gelingt es häufig Signaturen wieder sichtbar und dokumentierbar zu machen, die unter stark vergilbten Lasuren liegen.

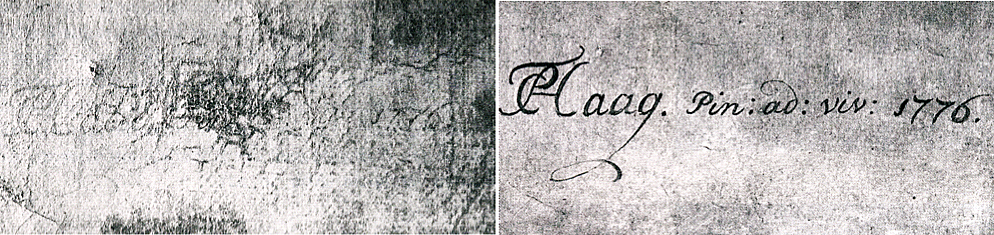
Mit Hilfe der Fotografie mit doppelt polarisiertem Licht gelingt es vereinzelt, auch Signaturen unter stark craquelierten Firnisschichten wieder sichtbar und dokumentierbar zu machen.

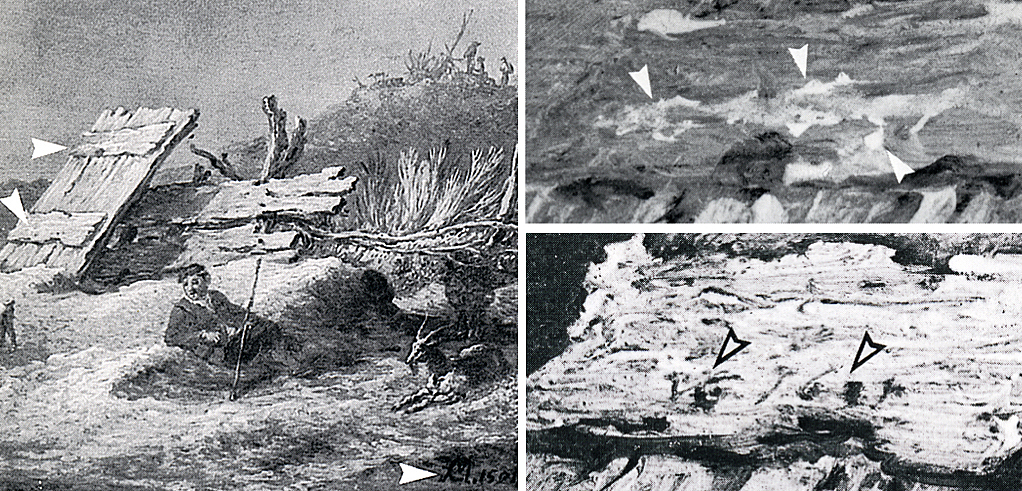
Auf dem Gemälde von van Goyen befinden sich zwei Monogramme in den Querbalken einer Holztür. Ein verwischtes, kaum noch zu erkennendes Monogramm des Künstlers mit Jahreszahl im oberen Querbalken und darunter ein gut lesbares. In der rechten unteren Ecke befindet sich das gefälschte Monogramm von Claes Molenaer (CM).

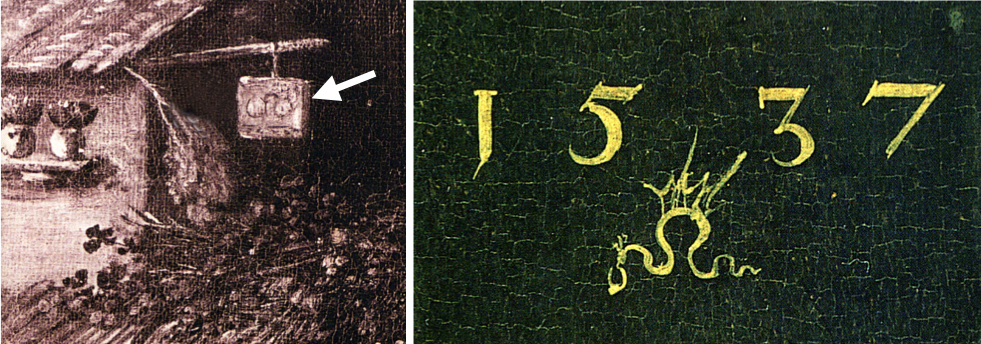
Der flämische Künstler Paul Bril „signierte“ sein Werk mit einer Brille (Sprechendes Monogramm), Lukas Cranach d. Ä. und sein Sohn Lukas Cranach d. J. mit einer geflügelten Schlange (Bildmonogramm).

Monogrammist ein Künstlerzeichen, das sich in der Regel aus den Anfangsbuchstaben des Künstlernamens zusammensetzt, der das Kunstwerk geschaffen hat.
Bildmonogrammefinden sich relativ selten auf Gemälden. Für das Bildmonogramm verwendeten die Künstler Bilder, Zeichen und Symbole. Das vielleicht bekannteste Beispiel für ein Bildmonogramm ist die geflügelte Schlange mit einem Ring im Maul und einem Krönchen auf dem Kopf mit dem Lukas Cranach d. Ä. und sein Sohn ihre Bilder »signierten«. Künstler änderten im Laufe ihres künstlerischen Lebens nicht nur ihre Signaturen oder Monogramme, sondern auch ihre Bildmonogramme, so dass beispielsweise im Fall von Lukas Cranach d. Ä. eine grobe zeitliche Einordnung seiner Gemälde mit Hilfe des Bildmonogramms möglich ist.
Sprechende oder Redende Monogrammewerden in der Kunstgeschichte solche Signaturen genannt, in denen Dinge dargestellt sind, die entweder den gleichen Namen tragen wie der Künstler oder sich aus dessen Namen ableiten lassen. So signierte der flämische Meister Paul Bril (1554–1626) mit einer Brille, der Hauptmeister der Ferrarer Schule Dosso Dossi (um 1489–1542) mit einem Knochen (osso).

## Fälschung und Echtheit
Ein großer Teil, vielleicht sogar der größte Teil der noch vorhandenen Gemälde wurde von den Künstlern nicht signiert oder besitzt kein erkennbares Monogramm oder Signatur. Ein signiertes Bild ist leichter zu identifizieren und verspricht einen größeren Gewinn am Markt. Man versuchte deshalb zu allen Zeiten unsignierte Gemälde aufzuwerten, indem man sie mit einer gefälschten Signatur versah.
Echte Signaturen altern mit dem Kunstwerk und besitzen die gleichen Altersspuren. So befinden sich Alterssprünge (Craquelé) nicht nur in der Malschicht eines Gemäldes, sondern auch in der Linienführung der Signatur. Eine später auf das Gemälde gesetzte Signatur liegt auf dem originalen Craquelé und ist dadurch bei stärkerer Vergrößerung als nachträglich hinzugefügt zu erkennen. Schwieriger ist der Nachweis, wenn ein Gemälde keine oder nur sehr feine Alterssprünge besitzt oder eine gefälschte Signatur Jahrhunderte zusammen mit dem Gemälde gealtert ist. Hier ist meist nur eine vergleichende, grafologische Analyse möglich, bei der die fragliche Signatur mit gesicherten originalen Signaturen des Künstlers verglichen werden kann.
Manche Signaturen sind nur schwer zu lesen und fotografisch zu dokumentieren. Einige werden sogar erst mit Hilfe einer naturwissenschaftlichen Gemäldeuntersuchung gefunden, weil sie unter stark craquélierten oder verbräunten Firnissen oder Lasuren liegen. Mit Hilfe zweier Verfahren, der Fotografie mit doppelt polarisiertem Licht oder mit Hilfe der Infrarotfotografie gelingt es häufig, auch solche Signaturen wieder sichtbar und dokumentierbar zu machen.

## Geschichte
Bereits im Altertum (seit dem 5. Jahrhundert v. Chr.) wurden Kunstwerke signiert, beispielsweise bei griechischen Vasenmalereien. Im frühen Mittelalter verlor die Signatur an Bedeutung, weil der Künstler anonym hinter sein Kunstwerk zurücktrat. Vereinzelt finden sich Signaturen noch auf Zierrahmen.
In der Spätzeit bekommt die Signatur wieder eine gewisse Bedeutung. Aber erst das erwachende Persönlichkeitsbewusstsein der Künstler in der Renaissance verstärkt die Nutzung der Signatur zum Schutz des geistigen Eigentums. Gemäß dem Menschenbild der Neuzeit wurde der Künstler zum selbstbewussten Schöpfer. Spätestens mit der Entwicklung eines wettbewerbsorientierten Kunstmarktes wurde eine Kennzeichnung der Identität zum maßgeblichen Bewertungsfaktor.

## Unsignierte Kunstwerke
Unsignierte Kunstwerke wie im Mittelalter versucht die Kunstgeschichte mit Hilfe der Zuschreibung, d. h. mit Hilfe der Stilkritik einem Künstler, einer Kunstepoche, einer Kunstlandschaft oder einer Schule zuzuordnen. Dabei geht die Stilkritik davon aus, dass jede Zeit durch charakteristische künstlerische Auffassungen geprägt ist. Der einzelne Künstler unterliegt diesen mehr oder weniger und denen verleiht er mit seinen künstlerischen Mitteln Ausdruck. So beeinflusst der Zeitstil die Maltechnik sowie die Auswahl der Motive, Formelemente und die Art der Zusammenfassung zu einem Kunstwerk. Um also ein unsigniertes Kunstwerk zuzuordnen, muss der Kunsthistoriker all diese Merkmale erfassen, ordnen. Er muss die Merkmale erkennen, die für eine bestimmte Zeit, eine Kunstlandschaft, eine Schule oder einen bestimmten Künstler charakteristisch sind.

Ausformungen von Signaturen
Joseph Beuys Name ausgeschrieben
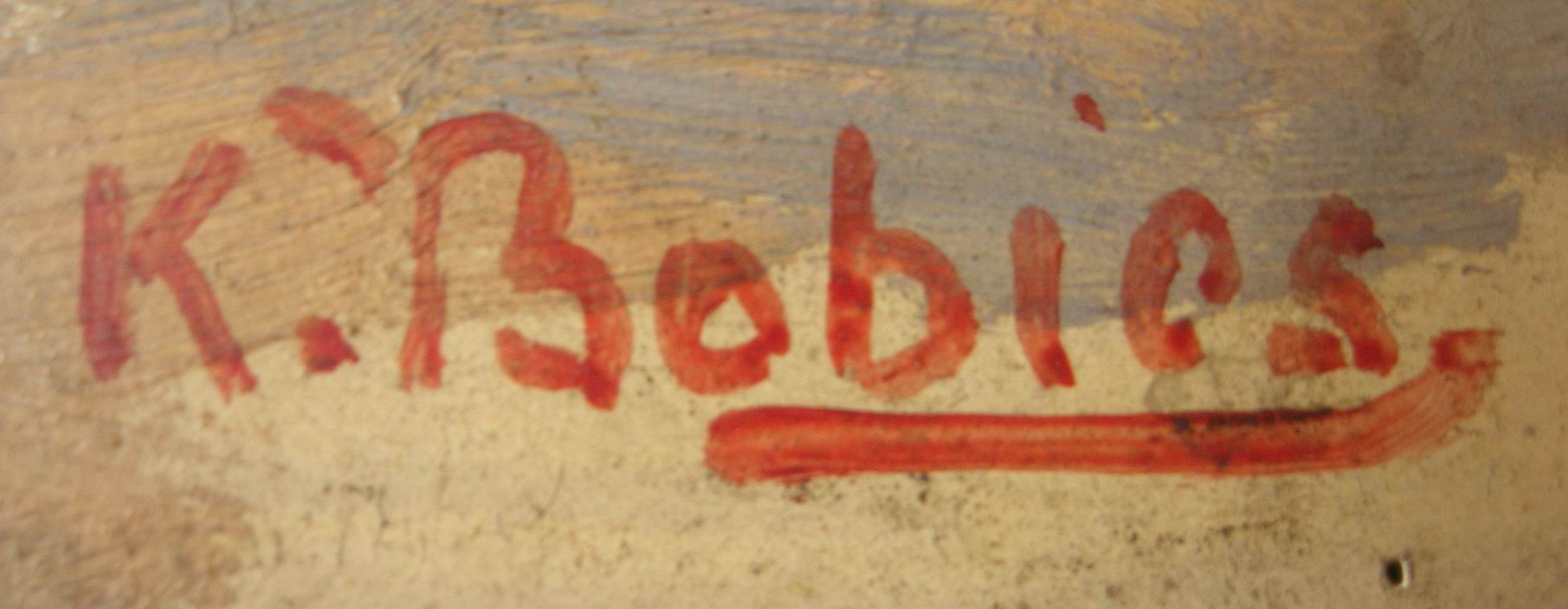
Bildsignatur von Karl Bobies Vorname abgekürzt
Pablo Picasso nur Nachname
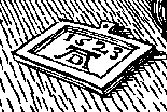
Signatur Albrecht Dürers Holzschnitt (als Monogramm)
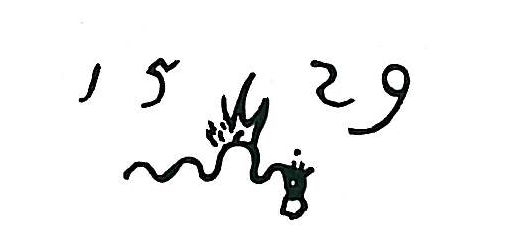
Malerfamilie Cranach geflügelte Schlange mit Ring im Maul
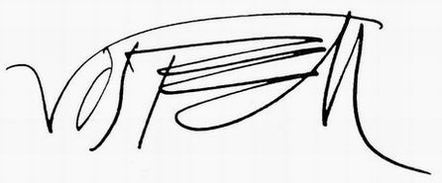
Signatur von Wolf Vostell mit angedeutetem Wurzelzeichen

## Name und Monogramm in der bildenden Kunst
Zur Signierung dient am besten der eigenhändige Namenszug des Künstlers, um die Urheberschaft zu beglaubigen und das Werk in einen konkreten künstlerischen Lebenslauf einzuordnen. Wozu eine Datierung noch hilfreich sein kann. Die Frage des „ob“ einer Signatur verlagert sich weiterhin auf das „wie“. Wie ein Schriftzug in die Bildgestaltung eingefügt oder allenfalls als störend auf die Rückseite verbannt wird. Bei grafischen Vervielfältigungen erlaubt bereits die Signatur in der Vorlage oder Druckform die Zuordnung („im Stein signiert“). Dennoch ist bei moderner Grafik mit limitierter Auflage die handschriftliche Bleistiftsignatur jedes einzelnen Blattes durch den Künstler, meist in Verbindung mit einer Durchnummerierung der Exemplare (wie „36/100“) fast zur Regel geworden. Sie soll die Qualität als Originalgrafik und die zahlenmäßige Begrenzung gewährleisten – wenngleich das nicht immer außer Zweifel steht, so bei Salvador Dali. Bei anderen großen Namen der klassischen Moderne (Pablo Picasso, Georges Braque, später Andy Warhol) gibt es darüber hinaus individuell nicht signierte Druckgrafiken in großer Zahl, zuweilen aus derselben Edition oder nach derselben Vorlage wie signierte Exemplare, und dann erweist sich am Markt „ceteris paribus“ neben der Höhe der Auflage die eigenhändige Signatur als wichtiger wertbildender Faktor. Hierfür mag der abgeleitete Nimbus einer höchstpersönlichen Markierung eine Rolle spielen.
Die Monogrammierung, typischerweise als Verbindung von zwei oder drei Anfangsbuchstaben, mag als Alternative zur Namensnennung verstanden werden, die den Urheber in weniger aufdringlicher Weise identifiziert. Es ist Ausdruck von bescheidenem Zurücktreten hinter dem Werk, gleichzeitig aber auch Kokettieren mit der eigenen Bekanntheit, die sich im Kürzel zu erkennen gibt. Tatsächlich steht das Monogramm schon lange Zeit, wenigstens schon bei Albrecht Dürer, im Dienste einer modern anmutenden Marketingstrategie, die das Monogramm zum Logo oder zur Marke machte. Sie prägte dadurch in den frühen handwerklichen Werkstattproduktionen eine corporate identity. Typisch ist eine spezielle und einprägsame grafische oder kalligrafische Gestaltung – so schon die Verschränkung der beiden Buchstaben bei Albrecht Dürer. Diese Ausführung erlebt unter dem Einfluss des Jugendstils ihren Höhepunkt, etwa bei Henri de Toulouse-Lautrec oder (mit ausgeschriebenem Namen) bei Egon Schiele. Vorausgesetzt für die Zwecke der Monogrammierung ist ein gewisser Bekanntheitsgrad des Künstlers (das logo strebt nach Bekanntheit und setzt sie zugleich voraus). Die beachtlich große Zahl der in Goldsteins Monogrammlexikon nachgewiesenen Monogramme belegt, dass mancher Künstler sein Potential dafür überschätzt haben dürfte. Der Zeitgenosse rätselt oft, welche reale Person sich hinter dem Künstlermonogramm seines Lieblingsbildes verbirgt.

## Zusätzliche Abbreviaturen
- Auf Werken der neuzeitlichen bildenden Kunst ist bis ins 19. Jahrhundert der Name oft durch den Zusatz „f.“ oder „fec.“ (lat. fecit mit der Bedeutung „[…] hat es angefertigt“ ergänzt, auf Gemälden oft durch ein „p.“, „pinx.“ oder „pinxit“ ,hat es gemalt‘).[4] Bei Reproduktionen zum Beispiel als Kupferstich eines Gemäldes kann damit die Vorlage bezeichnet werden.
- Bei Druckgrafik kann eine handschriftliche Signatur des Künstlers auf jedem Einzelblatt erfolgen oder er hat „in der Platte“ signiert, also eine mitdruckende Signatur seitenverkehrt in den Druckstock geschnitten, graviert oder radiert. Diese gedruckten Signaturen haben seit der frühen Neuzeit bis ins 19. Jahrhundert alternativ zu dem genannten „fecit“ den Zusatz „sc.“ oder „sculp.“ (lat. sculpsit, „[…] hat es gestochen“) oder „gr. p.“ (fr. gravé par, ‚gestochen von‘). Davon zu unterscheiden ist die Nennung des Entwerfers oder Künstlers, der die Vorzeichnung schuf („inv.“ für lat. invenit ‚hat es erfunden‘, auch „del.“ oder „delin.“ für delineavit ‚hat es gezeichnet‘[5] oder „pinx.“ für pinxit ‚hat das in der Grafik reproduzierte Gemälde geschaffen‘).
- Der Steindrucker oder die Lithographenanstalt ist mit „lith.“ („[…] hat es lithographiert“) benannt und der Holzstecher, der den Holzstock gestochen hat mit „xyl.“ (für xylographiert, also ‚den Holzstich angefertigt‘). Das auf den Namen folgende „exc.“ (excudit ‚hat herausgebracht‘) bezeichnet den als Verleger tätigen Drucker des Blattes. Diese Nennung der am Produktionsprozess Beteiligten auf grafischen Blättern des 16. bis 19. Jahrhunderts heißt zusammenfassend „Adresse“. Wenn in einer Zeile unter dem Bildrand angeordnet, steht meist links der Künstler, rechts der Verlag.
- An Bronzegüssen erscheint häufig auch (oder nur) der Name des Gießers oder der Gusswerkstatt, auf Medaillen der Name des Medailleurs (Stempelschneiders) und gegebenenfalls der Prägeanstalt. Wenn als Vorlage für die Gravur der Medaille eine Büste verwendet wurde, kann auf der Medaille die Signatur des Bildhauers ebenfalls angegeben sein.
- X.A. oder XA („Xylographische Anstalt“) wurde vor allem im 19. Jahrhundert als Ergänzung von Signaturen auf Holzstichdrucken verwendet, zum Beispiel von Johann Gottfried Flegel, Richard Brend’amour und Eduard Hallberger.

## Liste lateinischer Begriffe
Im Folgenden sind gebräuchliche lateinische auf Drucken aufgeführte Begriffe und Abkürzungen genannt.
| beim Namen des Malers oder Zeichners etwa in einem Kupferstich reproduziert |                                                         |
| --------------------------------------------------------------------------- | ------------------------------------------------------- |
| p., pinx., pinxit                                                           | hat [es] gemalt                                         |
| del., delin., delineavit                                                    | hat gezeichnet                                          |
| inv., inven., invenit                                                       | hat entworfen                                           |
| comp., composuit                                                            | hat gemacht                                             |
| fig., figuravit, effigiavit                                                 | hat dargestellt                                         |
| beim Namen des Graveurs                                                     |                                                         |
| cael., caelavit                                                             | hat graviert                                            |
| inc., incidit                                                               | hat geschnitten                                         |
| beim Namen des Graveurs oder Radierers                                      |                                                         |
| sc., sculp., (aere) sculpsit, exculpsit                                     | hat (in Kupfer) gestochen                               |
| (aere) exaravit                                                             | grub (in Kupfer)                                        |
| f., fec., fecit                                                             | hat [es] gemacht                                        |
| beim Namen des Radierers                                                    |                                                         |
| f(ecit) aqua (forti)                                                        | hat mit (starkem) Wasser gemacht                        |
| beim Namen des Druckers                                                     |                                                         |
| imp., impressit                                                             | hat abgedruckt                                          |
| beim Namen des Herausgebers (im Sinne eines Druckers oder Verlegers)        |                                                         |
| exc., excudit                                                               | hat herausgegeben                                       |
| div., divulgavit                                                            | hat verbreitet                                          |
| formis                                                                      | mit Druckformen von                                     |
| sumptibus                                                                   | auf Kosten von                                          |
| bei fotografischen Techniken                                                |                                                         |
| ph., ph.sc., photosculpsit                                                  | wer eine Vorlage bearbeitet hat z. B. eine Heliogravüre |

Beispiele für Signaturen
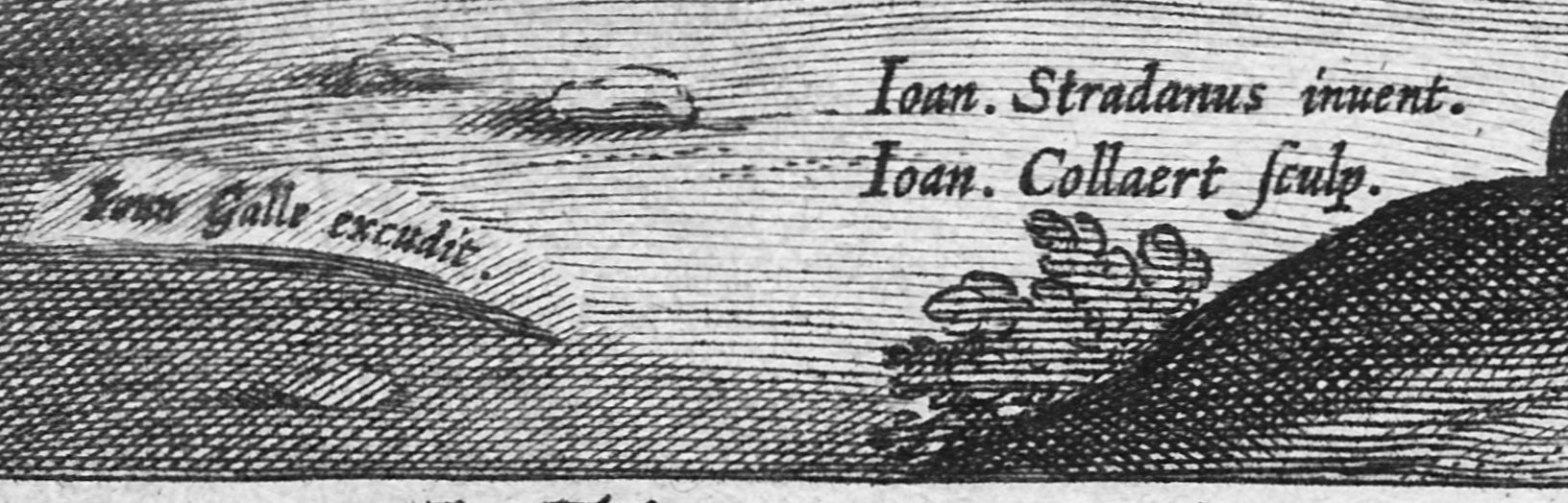
Detail aus einem Kupferstich von Hans Collaert, nach einer Zeichnung von Joh. Stradanus, aus dem Verlag von Galle, Antwerpen um 1600
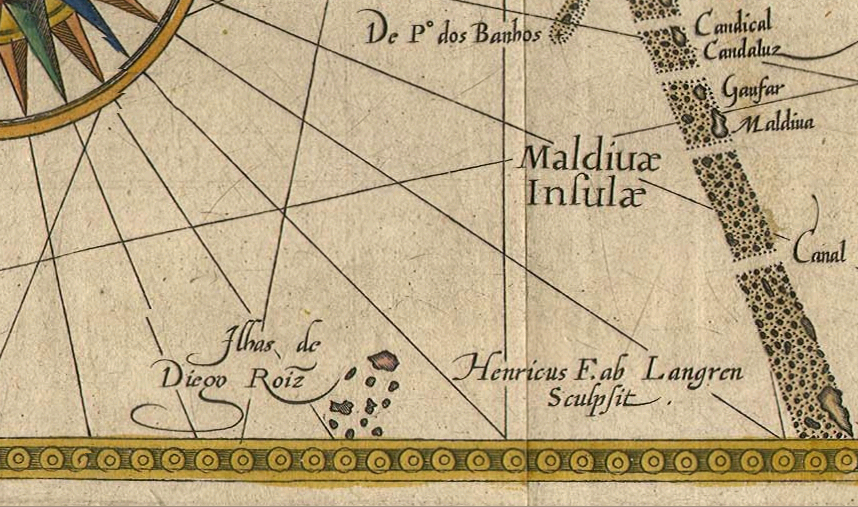
Henricus F. ab Langren Sculpsit – Signatur des Kupferstechers Henricus Florentius van Langren, aus Deliniantur in hac tabula …, Amsterdam, 1596
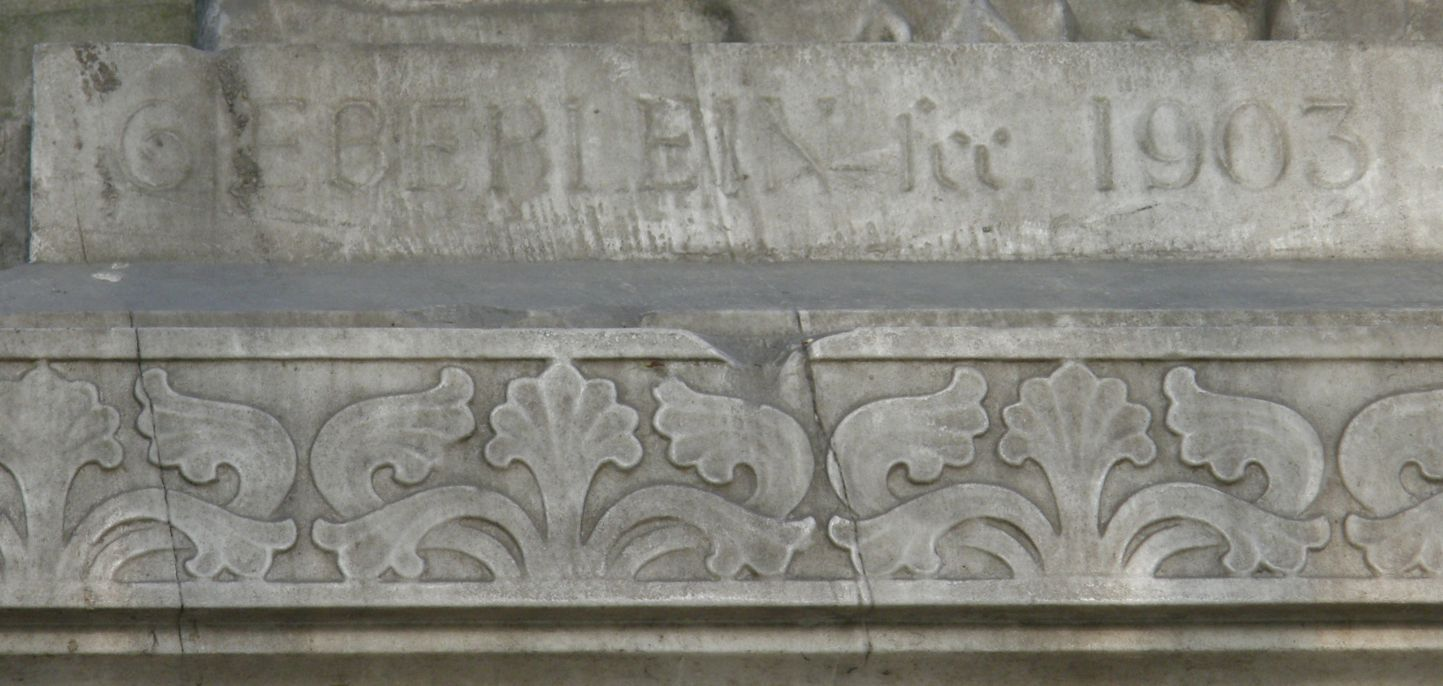
G. Eberlein fec. 1903 – Gravur des Bildhauers Gustav Eberlein am Wagnerdenkmal in Berlin

## Verwandte Begriffe
- In der angewandten Kunst der vorindustriellen Zeit werden die gedruckten, gepunzten, geprägten oder gestempelten Herstellerzeichen üblicherweise nicht als „Signatur“ bezeichnet, obwohl sie oft diese Funktion haben. Eine manuell auf Keramik aufgemalte, in Metall gravierte oder in ein Kunstglas geschnittene Signatur wird allerdings korrekt so benannt.
- Chinesisches Siegel – zum Namensstempel in der chinesischen Kunsttradition
- Druckermarke
- Münz- und Medaillensignatur
- Steinmetzzeichen

## Rechtliches
- Fälschung einer Künstlersignatur wird nach § 107 UrhG unter Strafe gestellt.
- Fälschung von Kunstwerken (Kunstfälschung) ist in Deutschland kein eigenständiges Delikt, sondern wird nach § 263 StGB (Betrug) und § 267 StGB (Urkundenfälschung) bestraft.